# 若槻荘
若槻荘（わかつき の しょう）は信濃国水内郡（長野県長野市）にあった荘園である。

## 概要
この地の地頭として着任した源頼隆は平安時代末期から鎌倉時代初期にかけて活躍した武将である。源義朝の身代わりとなって討ち死にした父親の源義隆が相模国毛利庄を拠点としていたことから毛利氏を名乗っていたが、仕えていた源頼朝の死後はこの地を所領として居住し、若槻氏や押田氏と高松氏などの祖となったとされる。義隆の曾孫の若槻五郎頼仲（清尚と義里の祖）は北白川蔵人として当荘園を伝領した。
現在の若槻団地の一隅に里城跡の名残を伝える。山城跡が北の三登山の中腹に築かれた対の砦と伝えられ、蚊里田八幡宮はこの城の守護神として勧請されたものとしている。若槻城（里城）は団地造成前までは南の本丸や二の丸跡が水田・畑の中に残されていたが、今は水の枯れた堀跡が面影をわずかに残す。城跡は東西126m、南北180mの規模であったと伝わる。城には淺川の分流を開削した太郎堰が引かれ水利としていた。

## 歴史
鎌倉時代には、『吾妻鏡』文治2年3月12日（1186年4月3日）条に後白河法皇から源頼朝に示された「関東御知行国々内乃具未済庄々注文」にも名が見え、証菩提院領となっている。南北朝時代には高梨氏の知行となり、新たに若槻新荘が開拓され、伽佐（替佐）、志妻（静間）、蓮などの諸郷が含まれた。
室町時代の応永10年（1403年）、細川兵庫助慈忠が幕府代官として善光寺横山城に入った。大塔合戦以来の信濃国の混乱に対する直接統治に乗り出しての幕府の措置と考えられる。
しかし村上満信や大井光矩、井上光頼、小笠原為経らをはじめ、伴野氏や須田氏らが代官の命に従わず連合して守護所を攻めようとした。このため市川氏貞らと出撃して段の原（長野市篠ノ井段の原、長野市壇田原とする説もある）での合戦となった。敗走する村上氏らを追撃して生仁城や塩崎城でも攻防戦が行われて落城させた。
翌年にも代官の所領実態究明に対して高梨左馬助による強い抵抗があった。このため高梨氏の支配拠点であった桐原館（長野市桐原）や若槻城（長野市若槻）に出撃し、たちまち攻略している。さらには下芋河、替佐、蓮、東条など高梨氏支配地域への転戦が続いた。これ以後は幕府の信濃支配が安定したとされている。若槻城は、このときの攻略による敗戦で落城した。応永28年（1421年）の将軍足利義持御教書では禅林寺若王子領となっている。
戦国時代は高梨氏と村上氏の小競り合いに曝されていた。高梨氏に隷属していた城主は村上氏を撃破した武田信玄に追われて越後に逃れた。第3次川中島の戦い（上野原の戦い）では髻山城の上杉方と若槻城の武田方との間で戦われたと伝えられる。
のちに松江藩に仕えた子孫に養子ではあるが、若槻禮次郎がいる。